# Pedioplanis benguelensis
Pedioplanis benguelensis — вид ящірок родини ящіркових (Lacertidae). Мешкає в Анголі і Намібії.

## Поширення і екологія
Pedioplanis benguelensis мешкають на південному заході Анголи та на крайньому північному заході Намібії, на південь до Опуво. Вони живуть в сухих чагарникових заростях і саванах, на висоті до 1600 м над рівнем моря. Ведуть денний, наземний спосіб життя. Відкладають яйця.